# Gleba

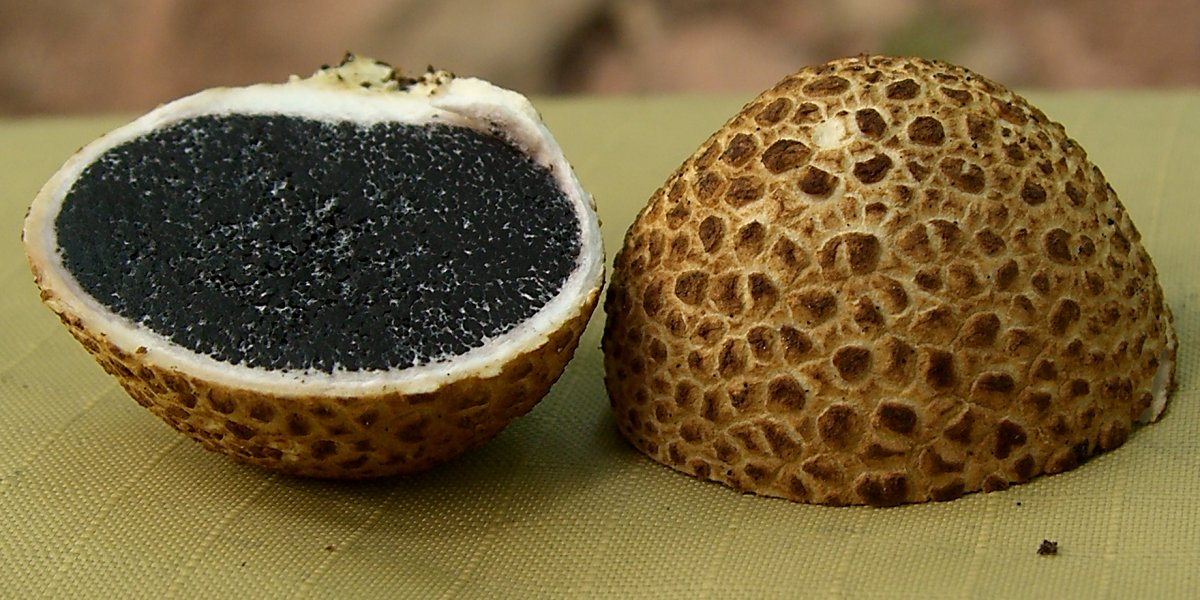
De mogna sporerna hos gul rottryffel färgar gleban svart. Gleban omges av peridiet som i tvärsnittet är vitt.

Gleba är inom mykologin en beteckning på den i fruktkroppen inneslutna sporalstrande vävnaden hos "buksvamparna" (basidiesvampar som exempelvis röksvampar och rottryfflar) och de äkta tryfflarna (sporsäcksvampar i familjen Tuberaceae). Gleban omges hos många arter av ett fastare peridium.